# Уолтър Лангер
Уолтър Чарлс Лангер (на английски: Walter Charles Langer) е американски психоаналитик, известен най-вече с ролята си в приготвянето на психологически анализ на Адолф Хитлер, който предсказва, че неговото самоубийство е „най-правдоподобният изход“ сред няколко други възможности.

## Биография
Роден е на 5 февруари 1899 година в Бостън, щат Масачузетс, в семейството на Чарлс Рудолф и Джоана Рокенбах, скорошни имигранти от Германия. Завършва Харвардския университет и получава научна степен по психология. Той е първият човек допуснат до Американската психиатрична асоциация, въпреки че няма медицинска степен. Неговият по-голям брат Уилям Лангер става директор на департамента по история в Харвардския университет, който напуска по време на Втората световна война, за да служи като началник на секцията за Изследване и анализ към американския Офис за стратегически служби.
Лангер е известен на първо място с авторството си на секретния военен психоаналитичен доклад върху Адолф Хитлер, наличен в Интернет. Докладът (наред с ценни второстепенни материали включва: предговор, въведение и послеслов) е също наличен като книга в „Умът на Адолф Хитлер“ (The Mind of Adolf Hitler (Basic Books, 1972)).
Умира на 4 юли 1981 година в Сарасота, щат Флорида, на 82-годишна възраст.

## Публикации
- ((en)) Analysis of the Personality of Adolph Hitler, Cornell University Law Library
- ((en)) Извадка от книгата The Mind of Adolf Hitler The Secret Wartime Report на Уолтър Лангер (Basic Books 1972)
- ((en)) Langer's Wartime Report to OSS Архив на оригинала от 2009-03-12 в Wayback Machine., later published in 1972 by Basic Books as the core of The Mind of Adolf Hitler: The Secret Wartime Report